# دانشگاه ایالتی فورت هیز
دانشگاه ایالتی فورت هیز (انگلیسی: Fort Hays State University) دانشگاه دولتی آمریکایی است، که در شهر هیز، کانزاس مستقر می‌باشد.